# Río Anashirona
Der Río Anashirona ist ein 32,5 km langer rechter Nebenfluss des Río Perené in der Region Junín in Zentral-Peru.

## Flusslauf
Der Río Anashirona entspringt in den östlichen Ausläufern der peruanischen Zentralkordillere im zentralen Süden des Distrikts Perené in der Provinz Chanchamayo. Das Quellgebiet liegt auf einer Höhe von etwa 3350 m. Der Río Anashirona fließt anfangs nach Norden. Ab Flusskilometer 12 wendet er sich allmählich nach Nordwesten.nach Westen. Er mündet schließlich am östlichen Stadtrand von Perené in den Río Perené. Die Mündung liegt wenige Meter unterhalb der Mündung des Río Huatziroqui. 

## Einzugsgebiet
Der Río Anashirona entwässert ein Areal von etwa 130 km². Das Einzugsgebiet des Río Anashirona grenzt im Norden an das des abstrom gelegenen Río Perené, im Osten an das des Río Pichanaqui sowie im Süden und im Westen an das des Río Huatziroqui.